# حرائق غابات أوروبا والبحر الأبيض المتوسط 2022
حرائق غابات أوروبا والبحر الأبيض المتوسط 2022 من يونيو وحتى أغسطس 2022 تأثرت أجزاء من أوروبا والشرق الأوسط وشمال إفريقيا بحرائق الغابات. وطال الجزء الأكبر من الحرائق دول البحر الأبيض المتوسط، حيث تأثرت المناطق الرئيسية بالجزائر وفرنسا واليونان والبرتغال وإسبانيا.